# Canon 1398
El canon 1398 es una norma de derecho canónico de la Iglesia católica que declara que "quien procura el aborto, si éste se produce, incurre en excomunión latae sententiae" (automática, sin juicio eclesiástico).

## Preámbulo

### Naturaleza del aborto
La Iglesia católica se opone a todo tipo de aborto que directamente busque con destruir al embrión, blastocisto, cigoto o feto, ya que sostiene que "la vida humana debe ser respetada y protegida de manera absoluta desde el momento de la concepción. Desde el primer momento de su existencia, el ser humano debe ver reconocidos sus derechos de persona, entre los cuales está el derecho inviolable de todo ser inocente a la vida."
Monseñor Elio Sgreccia, de la Academia Pontificia para la Vida, ha declarado que las leyes canónicas sobre el aborto también se aplicarían a aquellas personas que tomaran medicamentos abortivos.
El Cardenal Alfonso López Trujillo, jefe del Pontificio Consejo para las Familias, ha argumentado que el canon 1398 también debería ser interpretado para abarcar las investigaciones de células madres con embriones, debido a que la terminación de la reproducción de embriones también ha sido incluido como una forma de aborto en los documentos oficiales de la Iglesia, tales como Donum Vitae, Evangelium Vitae y Dignitas Personae.

### Naturaleza de la excomunión
La excomunión es una censura eclesiástica impuesta principalmente para terminar con la rebeldía y para reintegrar al ofensor a la comunidad, no como un castigo por la obra realizada.
Una persona excomulgada no es separada de la Iglesia sino que se le prohíbe el recibir la Eucaristía y los demás sacramentos, y de tomar parte del ministerio en la liturgia, manteniendo sus obligaciones, como el asistir a Misa.
En 2001 la Oficina Pastoral de Lima publicó la Circular sobre el delito de aborto dimensión jurídica y moral de esta acción ilícita, en ella dice que: "La Iglesia castiga el aborto directamente provocado con pena canónica de excomunión no sólo a la madre y al médico, sino a toda persona que sin su ayuda no se hubiera realizado este delito contra la vida humana."
El 12 de junio de 2010 Monseñor Felipe Arizmendi Esquivel, obispo de San Cristóbal de Las Casas escribió en un artículo: "Esta pena se aplica a quien provoca un aborto, lo pide, lo aconseja, lo ejecuta, y a quien colabora; no cuando es espontáneo, involuntario. La excomunión consiste en que no se pueden recibir los sacramentos ni otros servicios religiosos, sobre todo la confesión y comunión eucarística, si antes no reciben la absolución del pecado y la liberación de la pena, cosa que sólo puede hacer el obispo y algunos sacerdotes a quienes él faculta. El aborto explícita y directamente provocado y realizado, es un pecado, condenado desde siempre en el quinto mandamiento de la Ley de Dios. La Iglesia, por una pedagogía secular, le ha impuesto la pena de excomunión, para hacer comprender la gravedad del pecado. El canon 1323 contiene una serie de atenuantes, que exoneran no del pecado, sino de la pena impuesta por la legislación eclesiástica. Aquí está el núcleo de la interpretación tendenciosa."
El canon 1323 establece que: "Nadie puede ser castigado, a no ser que la violación externa de una ley o precepto que ha cometido le sea gravemente imputable por dolo o culpa." El canon 1323 establece siete eximentes "No queda sujeto a ninguna pena quien, cuando infringió una ley o precepto: N°2 ignoraba sin culpa que estaba infringiendo una ley o precepto; y a la ignorancia se equiparan la inadvertencia y el error"
Monseñor Arizmendi Esquivel también se refirió a este canon: "¿Este canon exime del pecado del aborto? No. Cuando es libre y conscientemente provocado, el aborto es un acto intrínsecamente malo; es malo en sí mismo, pues es privar de la vida a un ser humano, inocente e indefenso, que no es un injusto agresor. Puede haber exención de la pena de excomunión, pero no del pecado."
No se puede realizar una excomunión bajo esas circunstancias, pero la excomunión automática (latae sententiae) tampoco se aplica en otros casos, estableciendo el Código de Derecho Canónico diez situaciones en que "El infractor no queda eximido de la pena, pero se debe atenuar la pena establecida en la ley o en el precepto, o emplear una penitencia en su lugar".
Una declaración de arrepentimiento, seguido por la absolución otorgada por un sacerdote permitirían levantar la censura, terminar la excomunión tal como lo señala el canon 1398.
El Canon 915 no impone la excomunión, en lugar de ello impone a quien administre la sagrada Eucaristía la obligación de no administrarla a aquellos que "obstinadamente persistan en un manifiesto pecado grave."

## Catecismo de la Iglesia Católica
En el 2272 del Catecismo de la Iglesia Católica se señala:

La cooperación formal a un aborto constituye una falta grave. La Iglesia sanciona con pena canónica de excomunión este delito contra la vida humana. “Quien procura el aborto, si éste se produce, incurre en excomunión latae sententiae” (CIC can. 1398), es decir, “de modo que incurre ipso facto en ella quien comete el delito” (CIC can. 1314), en las condiciones previstas por el Derecho (cf CIC can. 1323-1324). Con esto la Iglesia no pretende restringir el ámbito de la misericordia; lo que hace es manifestar la gravedad del crimen cometido, el daño irreparable causado al inocente a quien se da muerte, a sus padres y a toda la sociedad.